# Carrillo
Carrillo (span.: „Wange“) ist ein von einem Spitznamen abgeleiteter spanischer Familienname, der zuerst in Kastilien auftrat.

## Namensträger
- Alejandro Carrillo Marcor (1908–1998), mexikanischer Diplomat
- Alfonso Carrillo de Acuña (Bischof) (1412–1482), spanischer Politiker und Geistlicher, Erzbischof von Toledo
- Alfonso Carrillo de Acuña de Castilla († 1510), spanischer Edelmann
- Alfonso Carrillo de Albornoz (Bischof, † 1434) († 1434), spanischer Geistlicher, Bischof von Sigüenza
- Alfonso Carrillo de Albornoz de Toledo († 1514), spanischer Geistlicher, Bischof von Ávila
- Alfonso de la Cueva-Benavides y Mendoza-Carrillo (1574–1655), spanischer Diplomat und Kardinal
- Amado Carrillo Fuentes (1956–1997), mexikanischer Verbrecher
- André Carrillo (* 1991), peruanischer Fußballspieler
- Andrés Carrillo (* 1980), kubanischer Fechter
- Antonio Carrillo Flores (1909–1986), mexikanischer Politiker und Diplomat
- Braulio Evaristo Carrillo Colina (1800–1845), costa-ricanischer Politiker, Präsident 1835 bis 1837 und 1838 bis 1842
- Carla Camacho Carrillo (* 2005), spanische Fußballspielerin
- Clímaco Jacinto Zarauz Carrillo (1926–2017), ecuadorianischer Geistlicher, Bischof von Azogues
- Daniel García Carrillo (* 1990), spanischer Fußballspieler
- Diego Carrillo de Mendoza y Pimentel († 1631), Vizekönig von Aragón und Neuspanien
- Donovan Carrillo (* 1999), mexikanischer Eiskunstläufer
- Elpidia Carrillo (* 1961), mexikanische Schauspielerin
- Enrique Gómez Carrillo (1873–1927), guatemaltekischer Schriftsteller
- Ernesto Fonseca Carrillo (* 1930), mexikanischer Drogenhändler
- Felipe Carrillo (1874–1924), mexikanischer Politiker
- Gil Álvarez Carrillo de Albornoz († 1367), spanischer Kardinal
- Gilberto Carrillo (1951–1996), kubanischer Boxer
- Guido Carrillo (* 1991), argentinischer Fußballspieler
- Guillermo Álvaro Ortiz Carrillo (1924–2000), kolumbianischer römisch-katholischer Geistlicher, Bischof von Garagoa
- Hugo Carrillo Cavero (* 1956), peruanischer Dichter, Sänger, Anthropologe und Politiker
- Humberto Carrillo (* 1995), mexikanischer Wrestler
- Isolina Carrillo (1907–1996), kubanische Komponistin, Multiinstrumentalistin, Sängerin und Gesangspädagogin
- Juan Carrillo (* 1992), kolumbianischer Boxer
- Julián Carrillo (1875–1965), mexikanischer Komponist
- Laiza Carrillo (* 1968), kubanische Dreispringerin
- Leo Carrillo (1881–1961), US-amerikanischer Schauspieler
- Lucía Carrillo (* 2002), spanische Sprinterin
- Luis de Benavides Carrillo (1608–1668), spanischer Gouverneur und Statthalter
- María Ygnacia López de Carrillo (1793–1849), Landwirtin und Landbesitzerin
- Mario Carrillo (* 1956), mexikanischer Fußballspieler und -trainer
- Mauricio Urrea Carrillo (* 1969), mexikanischer Geistlicher, Bischof von Parral
- Mónica Carrillo Martínez (* 1976), spanische Journalistin und Schriftstellerin
- Nabor Carrillo Flores (1911–1967), mexikanischer Physiker und Hochschullehrer
- Nancy Carrillo (* 1986), kubanische Volleyballspielerin
- Nelly Carrillo Tarazona de Espinoza (1927–2017), peruanische Herpetologin
- Raúl Alfonso Carrillo Martínez (* 1964), kolumbianischer Geistlicher, Apostolischer Vikar von Puerto Gaitán
- Rodrigo Daniel Pacheco Carrillo (* 1983), peruanischer Badmintonspieler
- Salvador Carrillo (1949–2023), mexikanischer Fußballspieler
- Santiago Carrillo (1915–2012), spanischer Politiker
- Sergio Carrillo (* 2000), puerto-ricanischer Volleyballspieler
- Silviano Carrillo y Cárdenas (1861–1921), mexikanischer Geistlicher, Bischof von Sinaloa
- Vicente Carrillo Fuentes (* 1962), mexikanischer Drogenboss
- Víctor Carrillo (* 1975), peruanischer Fußballschiedsrichter
- Wenceslao Carrillo (1889–1963), spanischer Gewerkschafter und Politiker
- Wendy Carrillo, kalifornische Politikerin